# Занадворовка
Занадв́оровка (рос. Занадворовка) — село в Хасанському районі Приморського краю, входить до Барабашського сільського поселення. Розташоване на річці Амба, у місці впадіння в неї річки Кедровки, на висоті 20 м над рівнем моря. Населення — 964 осіб (2005). Засновано в 1887 році переселенцями з Іркутської губернії і центральних регіонів Росії.
Через село проходить автомобільна траса А 189 Роздольне — Хасан. Відстань по дорозі до райцентру, селища Слов'янка, становить 68 км, до Владивостока — близько 110 км. Найближча залізнична станція Провалово знаходиться на відстані 9,5 км на схід.